# Proctor (cráter)

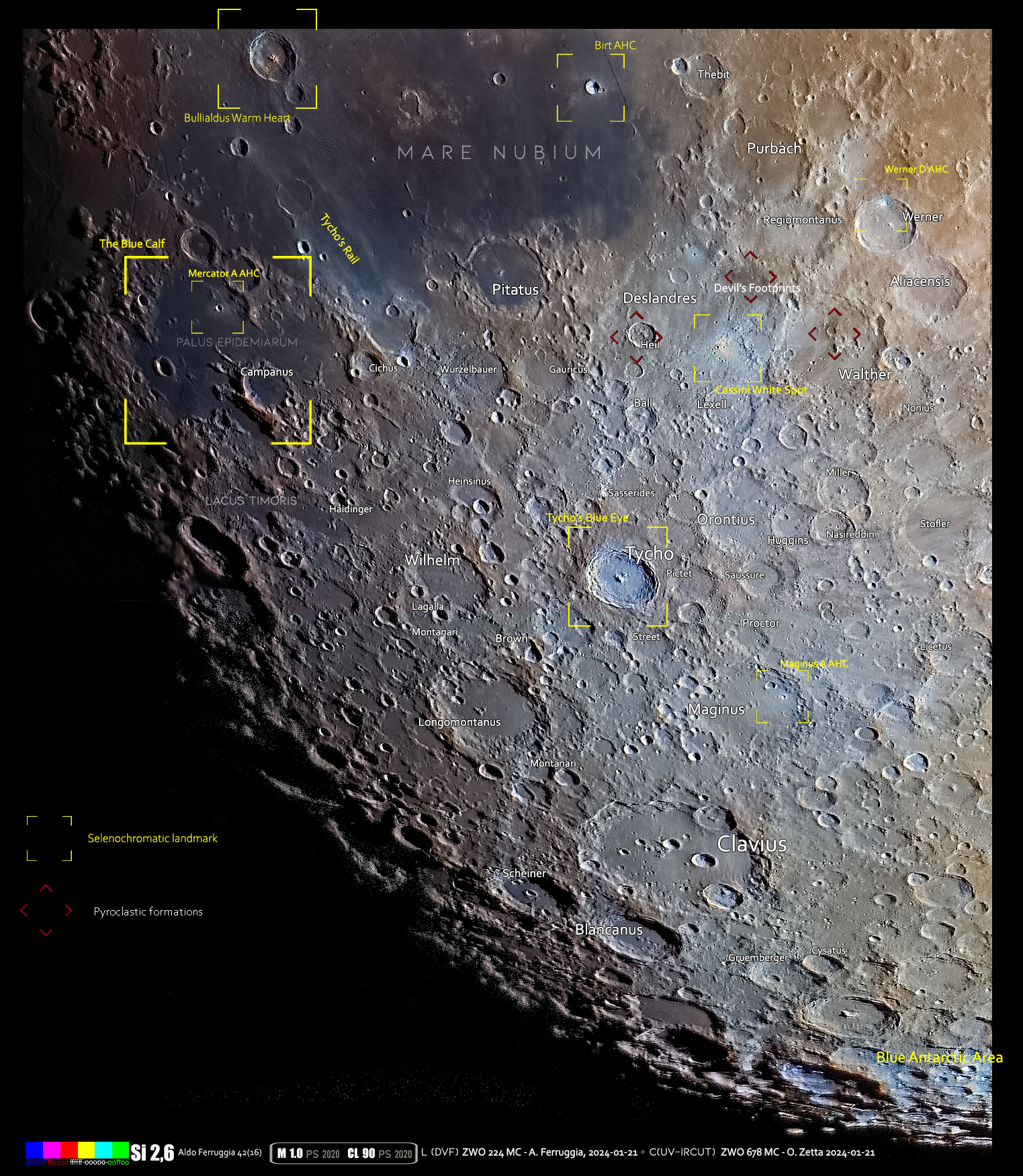
Área del cráter en formato selenocromático

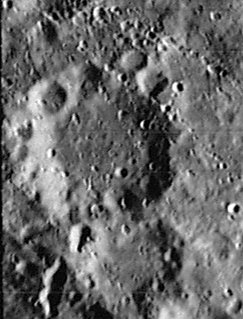
Fotografía de la misión Lunar Orbiter 4

Proctor es el remanente de un cráter de impacto lunar que se encuentra al sudeste del prominente cráter Tycho,  justo al norte de la enorme planicie amurallada de Maginus. Al norte está el cráter Saussure y al noroeste, justo al este de Tycho, se halla Pictet.
|  |

Proctor tiene 52 kilómetros de diámetro y sus paredes tienen 1.300 metros de altura. Pertenece al Período Pre-Ímbrico, que duró desde hace 4550 hasta hace 3850 millones de años atrás.
El borde exterior de este cráter aparece muy desgastado y erosionado, formando una elevación baja e irregular alrededor del suelo interior. Gran parte de la mitad noroeste del borde está marcada por una serie de pequeños cráteres, incluido Proctor D. El suelo interior es bastante plano, solo marcado por unos pocos impactos.
El cráter lleva el nombre de la escritora estadounidense sobre astronomía Mary Proctor.

## Cráteres satélite
Por convención estos elementos son identificados en los mapas lunares poniendo la letra en el lado del punto medio del cráter que está más cerca de Proctor.
|         | \| Proctor \| Coordenadas \| Diámetro \| \| ------- \| ---------------------------- \| -------- \| \| A \| 47°00′S 6°42′O / -47.0, -6.7 \| 8 km \| \| B \| 46°24′S 6°42′O / -46.4, -6.7 \| 8 km \| \| C \| 47°42′S 6°36′O / -47.7, -6.6 \| 5 km \| \| D \| 46°06′S 6°00′O / -46.1, -6.0 \| 12 km \| \| E \| 45°24′S 5°06′O / -45.4, -5.1 \| 8 km \| \| F \| 47°42′S 5°12′O / -47.7, -5.2 \| 7 km \| \| G \| 47°42′S 4°48′O / -47.7, -4.8 \| 7 km \| \| H \| 45°42′S 2°30′O / -45.7, -2.5 \| 5 km \| |          |
| Proctor | Coordenadas | Diámetro |
| A       | 47°00′S 6°42′O / -47.0, -6.7 | 8 km     |
| B       | 46°24′S 6°42′O / -46.4, -6.7 | 8 km     |
| C       | 47°42′S 6°36′O / -47.7, -6.6 | 5 km     |
| D       | 46°06′S 6°00′O / -46.1, -6.0 | 12 km    |
| E       | 45°24′S 5°06′O / -45.4, -5.1 | 8 km     |
| F       | 47°42′S 5°12′O / -47.7, -5.2 | 7 km     |
| G       | 47°42′S 4°48′O / -47.7, -4.8 | 7 km     |
| H       | 45°42′S 2°30′O / -45.7, -2.5 | 5 km     |